# بگاییتسا
بگاییتسا (به صربی: Begaljica) یک منطقهٔ مسکونی در صربستان است که در Grocka واقع شده‌است. بگاییتسا ۳۱٫۱۷ کیلومتر مربع مساحت و ۳٬۲۵۵ نفر جمعیت دارد و ۱۰۷ متر بالاتر از سطح دریا واقع شده‌است.